# Holtsås Station
Holtsås Station (Holtsås stasjon) er en tidligere jernbanestation på Sørlandsbanen, der ligger i Sauherad kommune i Norge. Stationen blev åbnet som en del af Bratsbergbanen 13. december 1917. Siden etableringen af Sørlandsbanen i 1920’erne bliver delstrækningen mellem Nordagutu og Hjuksebø, hvor Holtås ligger, imidlertid også betjent af tog på Sørlandsbanen, som den nu regnes som en del af.
Oprindeligt hed stationen Holtsaas, men stavemåden blev ændret til Holtsås i april 1921. Oprindeligt havde den status af trinbræt, men den blev opgraderet til holdeplads omkring 1919 og til station 15. maj 1930, da der blev etableret krydsningsspor. Stationen var bemandet til 1. december 1968, og efterfølgende blev den atter reduceret til trinbræt, da krydsningssporet blev fjernet. Betjeningen med persontog ophørte i 2004. På det tidspunkt bestod stationen af et spor og en perron med en stationsbygning i rødmalet træ.